# Golães

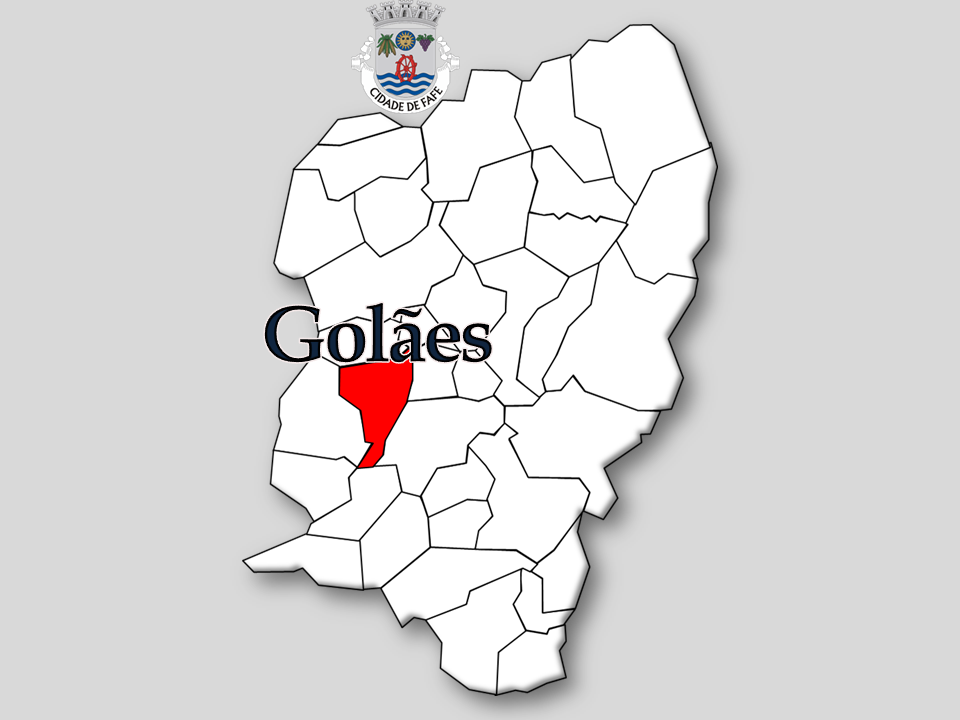
Localização da Freguesia de Golães no Município de Fafe

Golães é uma povoação portuguesa sede da Freguesia de Golães do Município de Fafe, freguesia com 4,7 km² de área e 2024 habitantes (censo de 2021), tendo, por isso, uma densidade populacional de 430,6 hab./km².
Está situada na margem direita do rio Vizela, afluente do rio Ave, que a separa da freguesia sede, Fafe. Faz fronteira com as freguesias de Fornelos, a nascente; Passos, a norte; Arões (S. Romão), a poente; e numa pequena parte com Cepães, a sul. 

## Demogafia
A população registada nos censos foi:
| Ano  | 0-14 Anos | 15-24 Anos | 25-64 Anos | > 65 Anos |
| 2001 | 435       | 377        | 1062       | 283       |
| 2011 | 338       | 282        | 1198       | 317       |
| 2021 | 260       | 227        | 1128       | 409       |

## História
O povoamento do território de Golães deverá ser bastante remoto, apesar de no levantamento arqueológico de 1983, efetuado por Henrique Regalo, não constarem no local vestígios de remotas ocupações, limitando-se o referido autor a registar duas pontes e alegadas vias medievais: a Ponte de Bouça ou de S. Gidos e a de Barroco.
O topónimo "Golães" é um derivado do baixo latim "(campus) Goulanus", ou seja "o campo de Goula", fazendo referência a um possível povoador ou senhor destas terras.
A primeira referência documental a esta freguesia data de 1014 e trata da doação efetuada por Ramiro II de Leão ao Mosteiro de Guimarães, onde se inclui o "Mandamento de Arones cum Varzanella et Golanes et Quintianes", não sendo possível através deste documento, comprovar se já existiria a paróquia. Esta surge nas Inquirições de 1220, com um orago diferente do actual:"ecclesie Sancte Ovaye de Golaes". A alteração do orago ter-se-á dado entre 1320 e 1528, surgindo nesta data, como "São Lourenço de Gulães".
No campo eclesiástico, a paróquia pertenceu inicialmente a D. Sancha Paes, por doação de D. Afonso Henriques, em 1175; posteriormente, esteve na posse do Mosteiro de Santo Tirso, alegadamente a partir de 1253.

## Cultura
O artesanato é ainda uma das atividades de destaque, o que revela o interesse da população pelos seus costumes, sendo a pirotecnia e a manufactura dos chapéus, os ofícios mais enraizados na sua cultura.

### Património
No que se refere ao património cultural e edificado, destacam-se nesta freguesia: as pontes medievais de São Gidos e de Barrôco, a Fonte de Degojo, a Igreja Paroquial, a capela de Nossa Senhora de Fátima - Varziela e a Capela de Santo André, o sarcófago e o Museu Hidroelétrico de Santa Rita, som equipamentos e materiais de 1914, considerada uma relíquia da arqueologia industrial.